# Eleccions generals de l'Uruguai de 1926
Les eleccions generals de l'Uruguai de 1926 es van celebrar el diumenge 28 de novembre del 1926, en una primera i única volta, amb la intenció d'escollir un nou president de la República Oriental de l'Uruguai, càrrec que, fins a la data, ocupava el centredretà José Serrato, en guanyar les eleccions del 1922. Simultàniament es van escollir els dinou governs departamentals.
D'acord amb la Constitució del 1918, es van votar els càrrecs de president i d'un terç del Consell Nacional d'Administració, presidit per l'expresident José Batlle y Ordóñez. Va triomfar novament el Partit Colorado amb la candidatura de Juan Campisteguy Oxcoby, que va assumir l'1 de març de 1927. Juntament amb l'elecció del cap d'Estat, també es van votar els càrrecs de part del Poder Legislatiu.

## Candidats
Els candidats presidencials d'aquest any van ser:
- Pel PC: Juan Campisteguy Oxcoby (guanyador); Julio María Sosa.
- Pel PN: Luis Alberto de Herrera.
- Pel PBC: Lorenzo Carnelli.
- Pel PCU: només candidats al parlament.